# Фермопіли

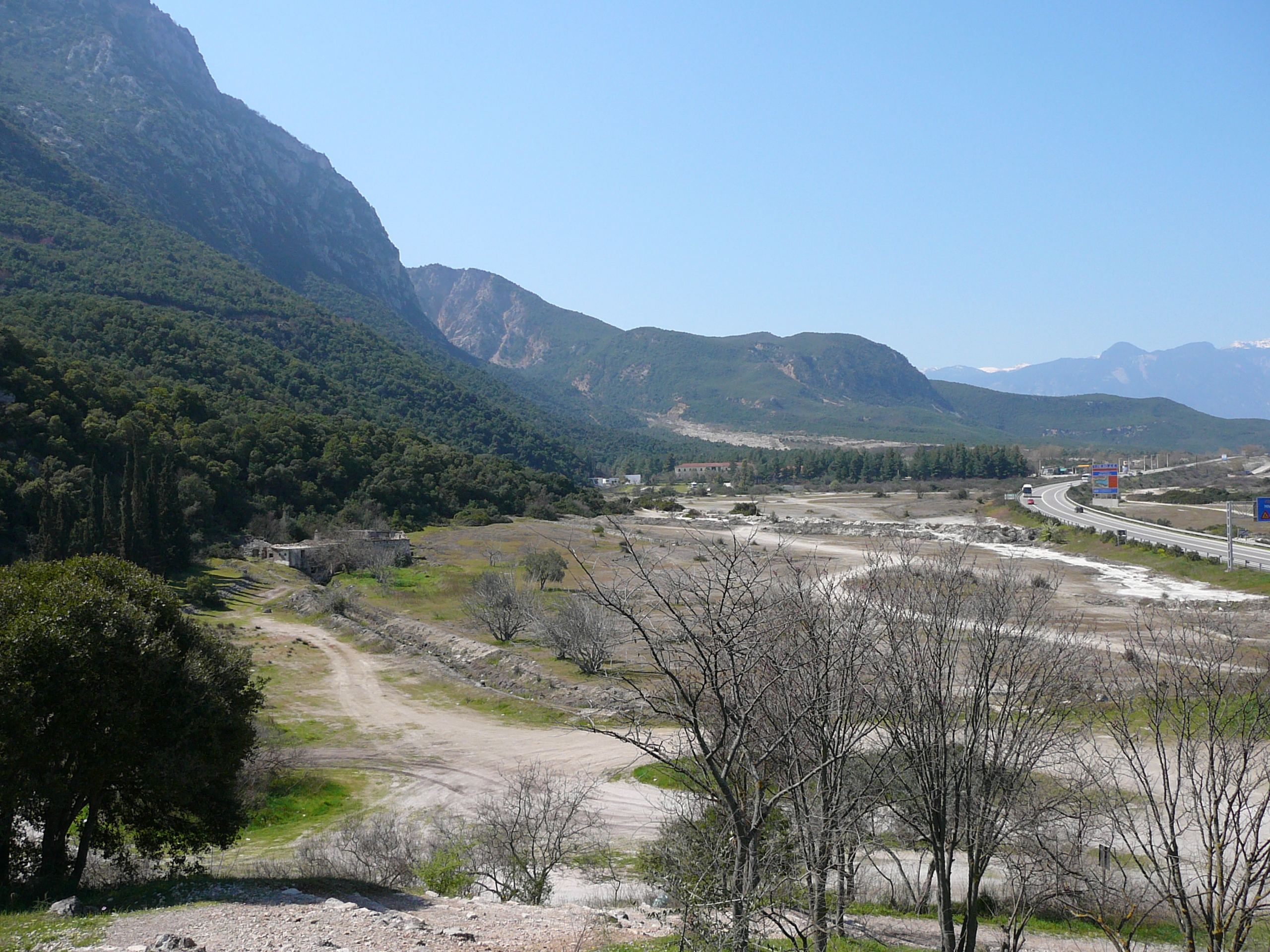
Вид на Фермопільський прохід. У давні часи берегова лінія майже доходила до підніжжя гір

Фермопі́ли, або Термопіли (грец. Θερμοπύλες, дав.-гр. Θερμοπύλαι, «теплі ворота») — бальнеологічний курорт в Греції, на південний схід від міста Ламія. Термальні (до 42°C) родонові гідрокарбонатно-хлоридні натрієві мінеральні води.
В околицях Фермопілів — Фермопільський прохід між горами і морем, що з'єднує Фессалію і Локриду. Цей прохід під час греко-перських воєн, в 480 році до н. е., стійко обороняли грецькі війська (близько 6 тис. воїнів із ядром у 300 спартанців) на чолі з царем Леонідом у нерівній сутичці із багатотисячним перським військом (Битва при Фермопілах).